# Landsarkiv (Finland)

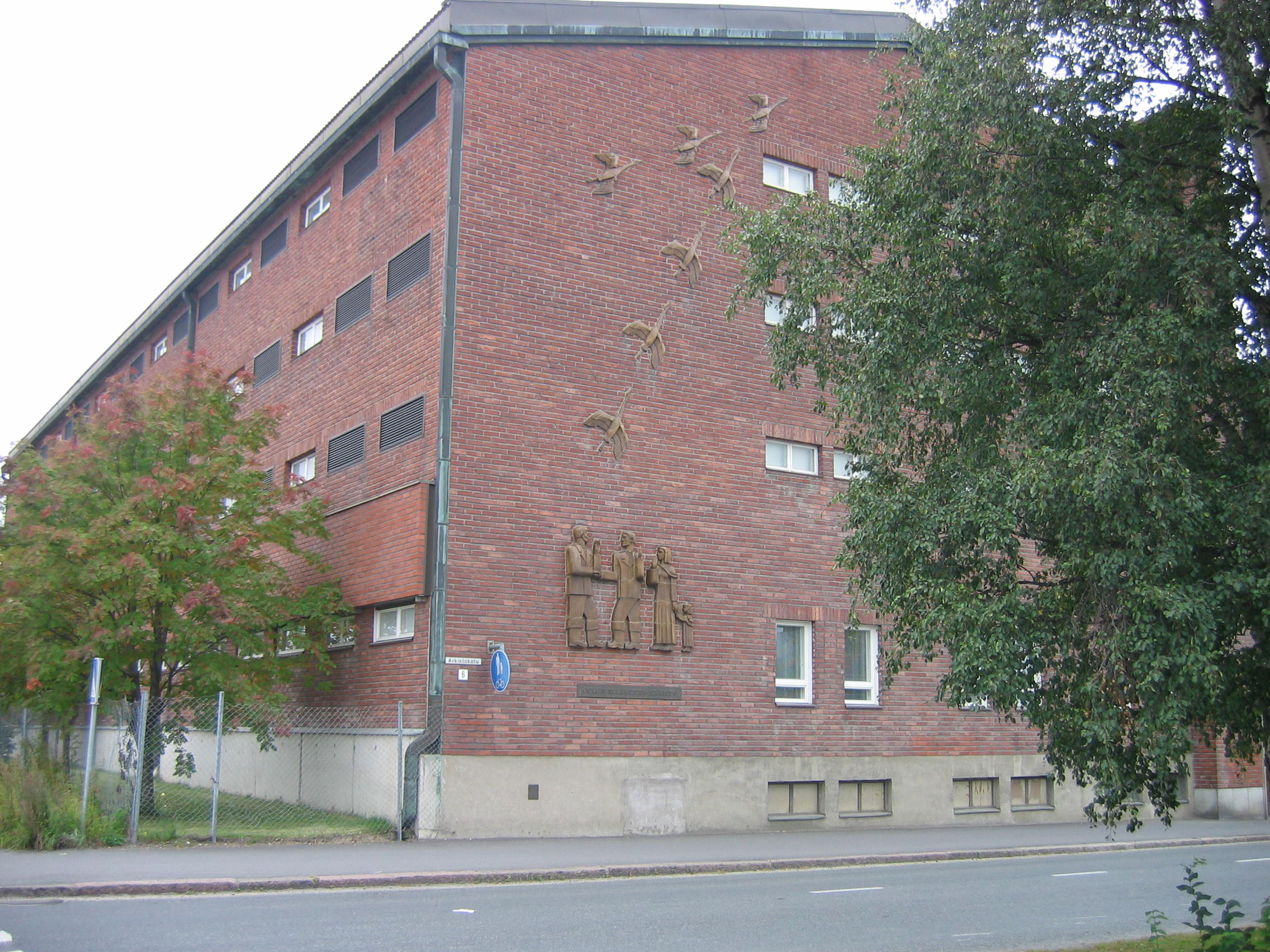
Uleåborgs landsarkiv på Arkistokatu 6

Landsarkiv (finska: maakunta-arkisto) är regionala arkiv i Finland som förvarar, vårdar och tillhandahåller myndighetsarkiv och enskilda arkiv från sina respektive distrikt samt äldre kyrko- och kommunarkiv och mikrofilm. Landsarkiven är sju stycken plus Ålands Landskapsarkiv. Administrativt sorteras de under Riksarkivet. Nuvarande territoriella indelning är från 1997.

## Landsarkiv
Äldst av landsarkiven är Tavastehus landsarkiv (HMA) som bildades 1927. Arkivinstitutionen erhöll nya lokaler på Aittatie 2 i Tavastehus i maj månad 2009.
Uleåborgs landsarkiv (OMA) bildades 1932 och omfattar det till Sovjetunionen avträdda Petsamos arkiv. Några specialiteter i arkivinstitutionens bestånd är samlingarna Laestadiana, Heikeliana (släkten Heikel) och Simeliana (släkten Simelius) samt jultomtens arkiv. Lokalerna återfinns på Arkistokatu 6 i Uleåborg.
Åbo landsarkiv (TMA) är från 1932 och dess äldsta arkivalie är en pergamentrulle från Vittis 1510. Lokalerna återfinns på Aningaisgatan 11 i Åbo.
S:t Michels landsarkiv (MMA) grundades som efterträdare till Viborgs landsarkiv från 1934. Efter att staden med omnejd avträtts till Sovjetunionen flyttades arkivinstitutionen först till Äänekoski, därefter till Kuopio och 1953 till S:t Michel. I beståndet finns således arkivalier från förutvarande Viborgs län samt kyrkliga arkiv från avträdda områden. Fram till 2009 var landsarkivets speciella uppdrag att mikrofilma evangelisk-lutherska församlingars arkiv till beställande kunder och andra arkivinstitutioner. Lokalerna återfinns på Pirttiniemikatu 8A i S:t Michel.
Vasa landsarkiv (VMA) återfinns på Smedsbyvägen 2. Arkivinstitutionens äldsta handling är från 1407, vilket är ett köpekontrakt från Norra Vallgrund.
Jyväskylä landsarkiv (JyMA) är från 1967. Staden Jyväskylä är känd som "Finlands Athen", det är alltså en skol- och lärdomsstad. Landsarkivets äldsta handling är från 1535, ett brev på latin. Här återfinns även Lantmäteriverkets kartarkiv. Lokalerna återfinns på Pitkäkatu 23 i Jyväskylä.
Joensuu landsarkiv (JoMA) bildades 1974 och återfinns på Yliopistonkatu 6. År 1995 kom landsarkivet och det finska utrikesministeriet överens om att arkivinstitutionen skulle förvara Finlands ambassaders arkiv. 
Ålands landskapsarkiv grundades år 1978 och det är förlagt till Självstyrelsegården på Strandgatan 37 i Mariehamn. Här återfinns arkivalier från 1600-talets början till våra dagar. Ålands landskapsarkiv är det självstyrande landskapets arkivinstitution. Verksamheten omfattar även vården av de statliga arkiv som berör Åland.